# Canton de Marseille-11
Le canton de Marseille-11 est une circonscription électorale française du département des Bouches-du-Rhône créée par le décret du 27 février 2014 et entrée en vigueur lors des élections départementales de 2015.

## Histoire
Un nouveau découpage territorial des Bouches-du-Rhône entre en vigueur à l'occasion des élections départementales de mars 2015, défini par le décret du 27 février 2014, en application des lois du 17 mai 2013 (loi organique 2013-402 et loi 2013-403). Les conseillers départementaux sont, à compter de ces élections, élus au scrutin majoritaire binominal mixte. Les électeurs de chaque canton élisent au Conseil départemental, nouvelle appellation du Conseil général, deux membres de sexe différent, qui se présentent en binôme de candidats. Les conseillers départementaux sont élus pour 6 ans au scrutin binominal majoritaire à deux tours, l'accès au second tour nécessitant 10 % des inscrits au 1er tour. En outre la totalité des conseillers départementaux est renouvelée. Ce nouveau mode de scrutin nécessite un redécoupage des cantons dont le nombre est divisé par deux avec arrondi à l'unité impaire supérieure si ce nombre n'est pas entier impair, assorti de conditions de seuils minimaux. Dans les Bouches-du-Rhône, le nombre de cantons passe ainsi de 57 à 29.
Le canton est entièrement inclus dans l'arrondissement de Marseille. Le bureau centralisateur est situé à Marseille.

## Représentation
| Période élective | Période élective | Mandat | Mandat   | Identité           | Nuance | Nuance | Qualité                                                                           |
| ---------------- | ---------------- | ------ | -------- | ------------------ | ------ | ------ | --------------------------------------------------------------------------------- |
| 2015             | 2021             | 2015   | 2021     | Solange Biaggi     |        | LR     | Conseillère municipale de Marseille 4ème Vice-Présidente du Conseil départemental |
| 2015             | 2021             | 2015   | 2021     | Maurice Di Nocera  |        | UDI    | Ancien conseiller municipal de Marseille                                          |
| 2021             | 2028             | 2021   | en cours | Audrey Garino      |        | PCF    | Cadre administratif, adjointe au maire de Marseille                               |
| 2021             | 2028             | 2021   | en cours | Yannick Ohanessian |        | PS     | Cheminot, adjoint au maire de Marseille                                           |

### Résultats détaillés

#### Élections de mars 2015
À l'issue du 1er tour des élections départementales de 2015, deux binômes sont en ballottage : Jean Pierre Baumann et Danielle Kerbrat (FN, 28,87 %) et Solange Biaggi et Maurice Di Nocera (Union de la Droite, 27,83 %). Le taux de participation est de 46,25 % (18 164 votants sur 39 270 inscrits) contre 48,55 % au niveau départemental et 50,17 % au niveau national.
Au second tour, Solange Biaggi et Maurice Di Nocera (Union de la Droite) sont élus avec 65,07 % des suffrages exprimés et un taux de participation de 45,99 % (10 292 voix pour 18 058 votants et 39 263 inscrits).

#### Élections de juin 2021
Le premier tour des élections départementales de 2021 est marqué par un très faible taux de participation (33,26 % au niveau national). Dans le canton de Marseille-11, ce taux de participation est de 33,19 % (13 486 votants sur 40 628 inscrits) contre 32,44 % au niveau départemental. À l'issue de ce premier tour, deux binômes sont en ballottage : Audrey Garino et Yannick Ohanessian (Union à gauche avec des écologistes, 34,6 %) et Laëtitia Bogliorio et Jean-François Luc (RN, 25,2 %).
Le second tour des élections est marqué une nouvelle fois par une abstention massive équivalente au premier tour. Les taux de participation sont de 34,3 % au niveau national, 35,52 % dans le département et 35,8 % dans le canton de Marseille-11. Audrey Garino et Yannick Ohanessian (Union à gauche avec des écologistes) sont élus avec 66,43 % des suffrages exprimés (8 952 voix pour 14 550 votants et 40 637 inscrits),,.

## Composition
| Nom                               | Code Insee | Intercommunalité                   | Superficie (km2) | Population (dernière pop. légale)                 | Densité (hab./km2) | Modifier                                    |
| --------------------------------- | ---------- | ---------------------------------- | ---------------- | ------------------------------------------------- | ------------------ | ------------------------------------------- |
| Marseille (bureau centralisateur) | 13055      | Métropole d'Aix-Marseille-Provence | 240,62           | Fraction : 38 967 (2022) Commune : 877 215 (2022) | 3 646              | modifier les données · modifier les données |
| Canton de Marseille-11            | 1322       |                                    |                  | 74 337 (2022)                                     |                    | modifier les données                        |

Le canton de Marseille-11 comprend la partie de la commune de Marseille située à l'intérieur d'un périmètre défini par l'axe des voies et limites suivantes : boulevard Chave, boulevard Sakakini, square Sidi-Brahim, rue Abbé-de-l'Epée, rue George, boulevard Chave, rue du Camas, rue Abbé-de-l'Epée, rue Saint-Savournin, place Jean-Jaurès, rue des Trois-Mages, cours Julien, cours Lieutaud, rue Estelle, rue Paradis, rue Falque, avenue du Prado, rue Raoul-Busquet, rue du Rouet, boulevard Vincent-Delpuech, avenue Jules-Cantini, boulevard Rabateau-Daniel-Matalon, échangeur de Pologne, avenue de la Capelette, boulevard Fernand-Bonnefoy, boulevard Lazer, traverse Bessède, rue du Portugal, avenue Benjamin-Delessert, boulevard Mireille-Lauze, ligne de chemin de fer de Marseille-Blancarde à Marseille-Prado jusqu'à l'autoroute A 50, ligne droite dans le prolongement de la rue des Fenals, rue des Fenals, boulevard Mireille-Lauze, ligne droite dans le prolongement du boulevard Mireille-Lauze, chemin de l'Armée-d'Afrique, avenue Désiré-Bianco, rue Saint-Pierre, limite territoriale du 5e arrondissement, ligne de chemin de fer de Marseille à Vintimille, avenue d'Haïti.

## Démographie
En 2022, le canton comptait 74 337 habitants, en évolution de −3,57 % par rapport à 2016 (Bouches-du-Rhône : +2,48 %, France hors Mayotte : +2,11 %).
| 2013   | 2018   | 2022   |
| ------ | ------ | ------ |
| 76 589 | 76 789 | 74 337 |